# 卢埃里·罗宾森
卢埃里·罗宾森（Ruairí Robinson，1978年2月15日—），爱尔兰电影导演、编剧。

## 传记
他主要以他的科幻短片和动画而闻名，其中，《一半儿灰色》被提名奥斯卡金像奖，也被包含在Animation Show of Shows中。短片《沉默之城》讲述一群士兵在危险的后启示录荒原上游荡，其演员中包括基利安·墨菲。短片《坏机器人》于2011年3月20日发布，描述了一个机器人帮手变杀手的故事。
他曾签约成为电影《阿基拉》真人化的导演。但在罗宾森离开后，该项目被取消。2013年，罗宾森导演了《火星上的最后时日》，改编自悉尼·詹姆斯·邦兹的《动画师》。2015年初，他担任了电影《利维坦》校对、导演。

## 作品

### 配音演员
- 2011年，《坏机器人》中为布林奇配音。

### 导演
- 1999年，《戴姆街上的房子》
- 2001年，《一半儿灰色》
- 2006年，《沉默之城》
- 2011年，《坏机器人》
- 2013年，《火星上的最后时日》
- 2014年，《想象的力量》
- 2015年，《利维坦》

### 制片人
- 2008年，《比尔叔叔的桶》

### 剧本
- 2008年，《德国人》